# Parachute (Kolorado)
Parachute – miasto w Stanach Zjednoczonych, w stanie Kolorado, w hrabstwie Garfield.